# Neorealism (filosofi)
Neorealism eller Nyrealism var ett antal i början på 1900-talet starkt representerade filosofiska riktningar, som utnyttjade den moderna matematikens, naturvetenskapens och psykologins landvinningar för att kritisera den transcendentala idealismen för att hävda, att kunskapsföremålens existens och beskaffenhet väsentligen var beroende av medvetandet.
Riktningarna fick starka impulser bland annat Franz Brentanos omdömeslära, Edmund Husserls fenomenologi och Alexius Meinongs föremålsteori, men fick sitt fulla genombrott i Tyskland med Oswald Külpe. Den företräddes senare av bland andra  August Messer och Nicolai Hartmann. I Storbritannien introducerades den av Leonard Trelawny Hobhouse med Theory of knowledge (1896) och av Shadworth Hodgson och Robert Adamson, samt utvecklade sig från 1903 till en betydande rörelse genom George Edward Moore, Bertrand Russell, Alfred North Whitehead och Samuel Alexander. I USA uppträdde neorealismen efter 1900 vid kritiken av William James och Josiah Royce. Neorealismen upptog här James' empirism och Royces pluralism. I USA delades neorealismen i två riktningar - de så kallade "plattformisterna" som E. B. Holt, W. T. Marvin, W. P. Montague, R. B. Perry, W. B. Pitkin och E. G. Spaulding. Även F. J. E. Woodbridge stod nära denna skola; samt medarbetarna i Essays in critical realism D. Drake, A. O. Lovejoy, J. B. Pratt, A. K. Rogers, G. Santayana, R. W. Sellars samt C. A. Strong.
Neorealismen kom i hög grad att påverka John Dewey och den sena pragmatismens utveckling och stod i Frankrike och Italien i nära utbyte med nythomismen.